# Suzanne Harmes
Suzanne Helena Johanna ("Suzanne") Harmes (ur. 10 stycznia 1986 w Zoetermeer) – holenderska gimnastyczka, brązowa medalistka mistrzostw świata, wicemistrzyni Europy.

## Osiągnięcia
| Rok  | Zawody             | Miasto    | Miejsce | Konkurencja        | Punktacja |
| ---- | ------------------ | --------- | ------- | ------------------ | --------- |
| 2002 | Mistrzostwa Europy | Patras    | 2       | Wielobój drużynowy | 107,635   |
| 2005 | Mistrzostwa świata | Melbourne | 3       | Ćwiczenia wolne    | 9,212     |